# Cercanías de Barcelona (Renfe y FGC)
La red de Cercanías de Barcelona es parte fundamental del sistema de transporte público del ámbito metropolitano de Barcelona. La red construida de forma radial conecta Barcelona y el resto de municipios y ciudades de alrededor con líneas de cercanías (R) y suburbanas (S). Actualmente hay dos empresas que operan estos servicios: Renfe, con la marca Rodalies de Catalunya, y Ferrocarriles de la Generalidad de Cataluña (FGC). Todas las líneas pasan por la ciudad de Barcelona, excepto la línea R8, y algunas de ellas terminan más allá del límite de la provincia de Barcelona o del área metropolitana. Desde el 1 de enero de 2010 la Generalidad de Cataluña gestiona el servicio de Renfe Cercanías en Cataluña bajo la marca comercial Rodalies de Catalunya.
Rodalies de Catalunya es una marca comercial creada por la Generalidad de Cataluña en 2010, siendo Renfe Operadora la operadora del servicio. Ferrocarriles de la Generalidad de Cataluña (FGC) tiene principalmente líneas suburbanas, y dos de cercanías, aunque también se puede considerar que todas son de cercanías por su similitud con las líneas de Renfe. La red de ambos operadores está compuesta en total por 16 líneas, ocho de Renfe (solo cercanías ) y ocho de FGC (6 suburbanas y 2 duplicadas de cercanías).
Las dos compañías utilizan nomenclaturas distintas para sus líneas. FGC nombra a las líneas con la letra R para dos líneas de cercanías y S para siete líneas suburbanas. Renfe utiliza solamente la R. Aunque en el resto de núcleos de Renfe Cercanías se utiliza solamente la letra C, el uso de la R está justificado para coincidir con la denominación de las Cercanías en catalán (Rodalia/Rodalies).
Los servicios de cercanías transcurren principalmente por la provincia de Barcelona, enlazando las poblaciones de la provincia con Barcelona. También está presente en dos comarcas de las provincias de Gerona y Tarragona como son la Selva y el Bajo Panadés, donde terminan tres de las 10 líneas de cercanías de Renfe. Además puede considerarse que llega a otras comarcas de la Provincia de Gerona y a Francia, ya que el regional que llega hasta Puigcerdá (Baja Cerdaña) y Latour-de-Carol (Francia) fue traspasado a la red de cercanías, siendo técnicamente un regional cadenciado.
Los billetes están integrados en el sistema tarifario, coordinado a través de la Autoridad del Transporte Metropolitano de Barcelona y permite enlazar a otras líneas de cercanías FGC o Renfe, o también al Metro de Barcelona, Trambaix, Trambesós y autobuses.
En algunas líneas hay más de una autoridad del transporte como por ejemplo en el tramo de la R2 y R4 transcurrido en el Bajo Panadés ya que esta está integrada también en la ATM Campo de Tarragona. Algunos tramos de la R5 y R4 en el Bages estarán integrados en la ATM Comarcas Centrales.

## Material motor

### Renfe Operadora
Solo unidades eléctricas de cercanías, para más material rodante; Rodalies de Catalunya. 
- Civia: 463, 464 y 465, fabricados por Alstom, los más modernos que circulan. Prestan servicio en todas las líneas de cercanías de este núcleo.
- 447: es la serie de trenes más numerosa de Rodalies de Catalunya. Circulan en servicios de cercanías (R1, R3, R4 y R7) y regionales (R11, R12, R16 y R17).
- 450/451: trenes de dos pisos de 6 coches en el caso de los 450 y de 3 en el caso de los 451, circulan solamente en las líneas R2 y R2Sud.

### FGC
- 111 FGC
- 112 FGC: Construidas por CAF y ABB/ADTranz/BOMBARDIER-Transportation Solo circulan en la línea del Metro del Vallés y no poseen intercomunicación entre coches.
- 113 FGC: Construidas por Alstom i CAF, circulan solamente por la línea Barcelona-Vallès i constan de 4 coches cada serie.
- 114 FGC: Cosntruidas por Alstom i CAF, solo circulan por la línea Barcelona-Vallès i constan de 3 coches.
- 115 FGC: Construidas por Stadler, circulan únicamente por la línea Barcelona-Vallès, cuentan con 4 coches cada serie y son los más nuevos de esta operadora, siendo entregados entre 2021 y 2023.
- 213 FGC: fueron construidas por CAF y la antigua ADTranz. Están preparadas para circular por vías de ancho métrico, tienen 108 plazas sentadas y alcanzan una velocidad máxima de 90 km/h. Prestan servicio en las líneas de cercanías R5 y R6.

## Líneas gestionadas porRodalies de Catalunya
| Línea | Línea | Recorrido                                                                                      |
| ----- | ----- | ---------------------------------------------------------------------------------------------- |
|       |       | Molins de Rey - Massanet-Massanes (por Mataró)                                                 |
|       |       | Aeropuerto - Massanet-Massanas (por Granollers Centro)                                         |
|       |       | Castelldefels - Granollers Centro                                                              |
|       |       | Barcelona-Estación de Francia - San Vicente de Calders (por Villanueva y Geltrú)               |
|       |       | Hospitalet de Llobregat - Vich (regional: Hospitalet de Llobregat - Puigcerdá/Latour de Carol) |
|       |       | San Vicente de Calders - Manresa (Por Villafranca del Panadés)                                 |
|       |       | Barcelona-San Andrés Arenal - Cerdanyola Universidad                                           |
|       |       | Martorell - Granollers Centro (por Cerdanyola Universidad)                                     |

## Líneas gestionadas porFGC

### Línea Barcelona-Vallés
| Línea | Línea | Recorrido                           |
| ----- | ----- | ----------------------------------- |
|       |       | Barcelona Plaza Cataluña - Tarrassa |
|       |       | Barcelona Plaza Cataluña - Sabadell |

### Línea Llobregat-Noya
| Línea | Línea | Recorrido                                    |
| ----- | ----- | -------------------------------------------- |
|       |       | Barcelona-Plaza España - Can Ros             |
|       |       | Barcelona-Plaza España - Olesa de Montserrat |
|       |       | Barcelona-Plaza España - Martorell Enlace    |
|       |       | Barcelona-Plaza España - Cuatro Caminos      |
|       |       | Barcelona-Plaza España - Manresa             |
|       |       | Barcelona-Plaza España - Igualada            |
|       |       | Barcelona-Plaza España - Manresa             |
|       |       | Barcelona-Plaza España - Igualada            |

## Incidencias
- Durante los últimos años las líneas de cercanías de Renfe Operadora (Rodalies Renfe) se han visto implicadas en numerosas averías e incidencias, agravadas por las alteraciones causadas por las obras de la L.A.V. Madrid-Zaragoza-Barcelona-Frontera Francesa en el área metropolitana de Barcelona. En respuesta, la compañía introdujo la denominada Devolución XPRESS, que facilita la devolución del billete a los viajeros que sufran retrasos de más de quince minutos. A su vez, el Ministerio de Fomento prometió aumentar las inversiones en la infraestructura ferroviaria.

- En el mes de octubre de 2007, se abrió un socavón en las obras de la L.A.V. antes citada, produciendo de forma directa el corte íntegro de la línea 10 y parte de la línea 2 sur y de forma indirecta el corte parcial de la línea 7 para permitir desviar parte del tráfico de Renfe Media Distancia y Grandes Líneas por la línea de Villafranca. El socavón provocó grietas en el túnel del Gornal de los FGC del Bajo Llobregat y Noya, lo que llevó al cierre del tramo entre Plaza España y L'Hospitalet-Av. Carrilet. Este servicio fue sustituido por autobuses y enlaces con otros transportes como metro y autobuses ya existentes. Más de 160.000 personas se vieron afectadas por estos fallos. El Ministerio de Fomento respondió con la gratuidad de los billetes para las líneas de Renfe damnificadas. El 26 de octubre de 2007, el hundimiento de parte de un andén de la estación de Bellvitge a causa de otro socavón, hizo que se paralizaran las obras de la L.A.V. que fueron reanudadas a partir del 30 de noviembre de 2007, momento en el que se recobró la normalidad en la red de Cercanías de Barcelona, no siendo así para FGC.

## Situación actual de la red

Red de cercanías y suburbanos de Rodalies de Catalunya (solo cercanías) y de Ferrocarriles de la Generalidad de Cataluña (suburbanos y cercanías). (en la imagen se utiliza el logo antiguo de FGC)